# Satellite Award/Film/Beste Kamera
Mit dem Satellite Award Beste Kamera wird die herausragende von Kameraleuten erzeugte Bildgestaltung eines Films geehrt.
| Statistik (bis einschließlich Satellite Awards 2024) |                                                                 |
| Am häufigsten honorierte Kameraführung               | Roger Deakins und Janusz Kamiński (je drei Siege)               |
| Am häufigsten nominierte Kameraführung               | Roger Deakins (neun Nominierungen, davon drei Siege)            |
| Am häufigsten nominierte Kameraführung ohne Sieg     | Robert Richardson und Hoyte van Hoytema (je fünf Nominierungen) |

Es wird immer jeweils die Kameraführung eines Films des Vorjahres ausgezeichnet.

## Nominierungen und Gewinner

### 1996–1999
| Jahr | Preisträger      | Film                  | Nominierungen |
| 1996 | John Seale       | Der englische Patient | Robby Muller für Breaking the Waves Darius Khondji für Evita Alex Thomson für Hamlet Donald M. McAlpine für William Shakespeares Romeo + Julia                                                        |
| 1997 | Janusz Kamiński  | Amistad               | Don Burgess für Contact Amy Vincent für Eve's Bayou Dante Spinotti für L.A. Confidential Russell Carpenter für Titanic                                                                                |
| 1998 | John Toll        | Der schmale Grat      | Tak Fujimoto für Menschenkind John Lindley für Pleasantville – Zu schön, um wahr zu sein Janusz Kamiński für Der Soldat James Ryan Richard Greatrex für Shakespeare in Love                           |
| 1999 | Emmanuel Lubezki | Sleepy Hollow         | Conrad L. Hall für American Beauty Caleb Deschanel für Anna und der König Larry Smith für Eyes Wide Shut Robert Richardson für Schnee, der auf Zedern fällt John Seale für Der talentierte Mr. Ripley |

### 2000–2009
| Jahr | Preisträger     | Film                            | Nominierungen |
| 2000 | John Mathieson  | Gladiator                       | Peter Pau für Tiger and Dragon Michael Ballhaus für Die Legende von Bagger Vance Jeffrey L. Kimball für Mission: Impossible II Peter Andrews für Traffic – Macht des Kartells |
| 2001 | Roger Deakins   | The Man Who Wasn’t There        | Piotr Sobociński für Hearts in Atlantis Andrew Lesnie für Der Herr der Ringe: Die Gefährten Donald M. McAlpine für Moulin Rouge John Schwartzman für Pearl Harbor |
| 2002 | Conrad L. Hall  | Road to Perdition               | Edward Lachman für Dem Himmel so fern Michael Ballhaus für Gangs of New York Andrew Lesnie für Der Herr der Ringe: Die zwei Türme Janusz Kamiński für Minority Report |
| 2003 | John Toll       | Last Samurai                    | Eduardo Serra für Das Mädchen mit dem Perlenohrring Andrew Lesnie für Der Herr der Ringe: Die Rückkehr des Königs Russell Boyd und Sandi Sissel für Master & Commander – Bis ans Ende der Welt Tom Stern für Mystic River John Schwartzman für Seabiscuit – Mit dem Willen zum Erfolg |
| 2004 | Zhao Xiaoding   | House of Flying Daggers         | Bruno Delbonnel für Mathilde – Eine große Liebe Robert Richardson für Aviator Emmanuel Lubezki für Lemony Snicket – Rätselhafte Ereignisse John Mathieson für Das Phantom der Oper Bill Pope für Spider-Man 2                                                                         |
| 2005 | César Charlone  | Der ewige Gärtner               | Robert Rodriguez für Sin City Philippe Rousselot für Charlie und die Schokoladenfabrik Dion Beebe für Die Geisha Robert Elswit für Good Night, and Good Luck. Hang-Sang Poon für Kung Fu Hustle Christopher Doyle für 2046                                                            |
| 2006 | Tom Stern       | Flags of Our Fathers            | Vilmos Zsigmond für The Black Dahlia Zhao Xiaoding für Der Fluch der goldenen Blume Ricardo Della Rosa für The House of Sand Matthew Libatique für The Fountain Philippe Le Sourd für Ein gutes Jahr Dante Spinotti für X-Men: Der letzte Widerstand                                  |
| 2007 | Janusz Kamiński | Schmetterling und Taucherglocke | Harris Savides für Zodiac – Die Spur des Killers Robert Elswit für There Will Be Blood Bruno Delbonnel für Across the Universe Roger Deakins für Die Ermordung des Jesse James durch den Feigling Robert Ford Henry Braham für Der Goldene Kompass                                    |
| 2008 | Mandy Walker    | Australia                       | Jess Hall für Wiedersehen mit Brideshead Tom Stern für Der fremde Sohn Claudio Miranda für Der seltsame Fall des Benjamin Button Gyula Pados für Die Herzogin Tim Orr für Engel im Schnee                                                                                             |
| 2009 | Dion Beebe      | Nine                            | Roger Deakins für A Serious Man Lü Yue und Zhang Li für Red Cliff Robert Richardson für Inglourious Basterds Guillermo Navarro und Erich Roland für It Might Get Loud Dante Spinotti für Public Enemies                                                                               |

### 2010–2019
| Jahr | Preisträger       | Film                              | Nominierungen |
| 2010 | Wally Pfister     | Inception                         | Anthony Dod Mantle und Enrique Chediak für 127 Hours Eduardo Serra für Harry Potter und die Heiligtümer des Todes – Teil 1 Yorick Le Saux für I Am Love Ben Seresin für Unstoppable – Außer Kontrolle Robert Richardson für Shutter Island Dean Semler für Secretariat – Ein Pferd wird zur Legende Robert Elswit für Salt |
| 2011 | Janusz Kamiński   | Gefährten                         | Guillaume Schiffman für The Artist Newton Thomas Sigel für Drive Bruno Delbonnel für Faust Robert Richardson für Hugo Cabret Emmanuel Lubezki für The Tree of Life |
| 2012 | Claudio Miranda   | Life of Pi: Schiffbruch mit Tiger | Seamus McGarvey für Anna Karenina Ben Richardson für Beasts of the Southern Wild Janusz Kamiński für Lincoln Mihai Mălaimare Junior für The Master Roger Deakins für James Bond 007: Skyfall |
| 2013 | Bruno Delbonnel   | Inside Llewyn Davis               | Sean Bobbitt für 12 Years a Slave Emmanuel Lubezki für Gravity Roger Deakins für Prisoners Anthony Dod Mantle für Rush – Alles für den Sieg Stuart Dryburgh für Das erstaunliche Leben des Walter Mitty |
| 2014 | Dick Pope         | Mr. Turner – Meister des Lichts   | Emmanuel Lubezki für Birdman oder (Die unverhoffte Macht der Ahnungslosigkeit) Jeff Cronenweth für Gone Girl – Das perfekte Opfer Robert Elswit für Inherent Vice – Natürliche Mängel Hoyte van Hoytema für Interstellar Benoît Delhomme für Die Entdeckung der Unendlichkeit                                              |
| 2015 | John Seale        | Mad Max: Fury Road                | Janusz Kamiński für Bridge of Spies – Der Unterhändler Roger Deakins für Sicario Hoyte van Hoytema für James Bond 007: Spectre Emmanuel Lubezki für The Revenant – Der Rückkehrer Dariusz Wolski für Der Marsianer – Rettet Mark Watney                                                                                    |
| 2016 | Bill Pope         | The Jungle Book                   | John Toll für Die irre Heldentour des Billy Lynn Simon Duggan für Hacksaw Ridge – Die Entscheidung Jani-Petteri Passi für Der glücklichste Tag im Leben des Olli Mäki Linus Sandgren für La La Land James Laxton für Moonlight                                                                                             |
| 2017 | Roger Deakins     | Blade Runner 2049                 | Ben Davis für Three Billboards Outside Ebbing, Missouri Bruno Delbonnel für Die dunkelste Stunde Hoyte van Hoytema für Dunkirk Dan Laustsen für Shape of Water – Das Flüstern des Wassers Sam Levy für Lady Bird |
| 2018 | Matthew Libatique | A Star Is Born                    | Rachel Morrison für Black Panther Łukasz Żal für Cold War – Der Breitengrad der Liebe Robbie Ryan für The Favourite – Intrigen und Irrsinn James Laxton für If Beale Street Could Talk Alfonso Cuarón für Roma |
| 2019 | Roger Deakins     | 1917                              | Phedon Papamichael für Le Mans 66 – Gegen jede Chance Rodrigo Prieto für The Irishman Lawrence Sher für Joker Dick Pope für Motherless Brooklyn George Richmond für Rocketman |

### Ab 2020
| Jahr | Preisträger        | Film              | Nominierungen |
| 2020 | Erik Messerschmidt | Mank              | Martin Ruhe für The Midnight Sky Dariusz Wolski für Neues aus der Welt Joshua James Richards für Nomadland Tami Reiker für One Night in Miami Hoyte van Hoytema für Tenet                                                                |
| 2021 | Greig Fraser       | Dune              | Haris Zambarloukos für Belfast Robbie Ryan für Come on, Come on Ari Wegner für The Power of the Dog Alice Brooks für Tick, Tick… Boom! Bruno Delbonnel für Macbeth (The Tragedy of Macbeth)                                              |
| 2022 | Claudio Miranda    | Top Gun: Maverick | Russell Carpenter für Avatar: The Way of Water Linus Sandgren für Babylon – Rausch der Ekstase Ben Davis für The Banshees of Inisherin Mandy Walker für Elvis Roger Deakins für Empire of Light                                          |
| 2023 | Matthew Libatique  | Maestro           | Erik Messerschmidt für Ferrari Rodrigo Prieto für Killers of the Flower Moon Fraser Taggart für Mission: Impossible – Dead Reckoning Teil Eins Dariusz Wolski für Napoleon Hoyte van Hoytema für Oppenheimer Linus Sandgren für Saltburn |
| 2024 | Greig Fraser       | Dune: Part Two    | Lol Crawley für Der Brutalist John Mathieson für Gladiator II Edward Lachman für Maria Jomo Fray für Nickel Boys Jarin Blaschke für Nosferatu – Der Untote                                                                               |